# Te quiero (film)
Pour les articles homonymes, voir Te quiero.
Pour plus de détails, voir Fiche technique et Distribution.
Te quiero  est un film français réalisé par Manuel Poirier, sorti le 14 février 2001. Son titre signifie Je t'aime en espagnol. C'est une adaptation du roman Dimanches d'août de Patrick Modiano.

## Fiche technique
- Titre original : Te quiero
- Réalisateur : Manuel Poirier
- Scénariste : Manuel Poirier d'après un roman de Patrick Modiano : Dimanches d'août
- Producteurs : Maurice Bernart et Michel Saint-Jean
- Sociétés de production : Diaphana Films, canal+ et France 2
- Soutiens à la production : Centre National de la Cinématographie
- Pays d'origine :  France
- Montage :  Yann Dedet
- Direction artistique : Guillermo Iza
- Musique : Michel Portal
- Photo : Nara Keo Kosal
- Langue : français
- Genre : drame
- Durée : 85 minutes
- Date de sortie : 14 février 2001 (France)

## Distribution
- Philippe Bas : Jean
- Marine Delterme : Sylvia
- Patricia Farfan Villena : Suzanna
- Maruschka Detmers : Murielle
- Patrick Chesnais : Franck
- Sergi López : Costa